# Seabriella fasciata
Seabriella fasciata är en skalbaggsart som beskrevs av Dmytro Zajciw 1960. Seabriella fasciata ingår i släktet Seabriella och familjen långhorningar. Inga underarter finns listade i Catalogue of Life.